# رولي ميلز
رولي ميلز (بالإنجليزية: Roly Mills)‏ (22 يونيو 1933 في المملكة المتحدة - 8 فبراير 2010) هو لاعب كرة قدم بريطاني في مركز الوسط. لعب مع نادي نورثامبتون تاون.

## وصلات خارجية
- رولي ميلز على موقع قاعدة بيانات كرة القدم.إي يو (الإنجليزية)